# Walter Hertzsch
Walter Hertzsch (geb. 11. März 1932 in Eisenach; gest. 8. Januar 2025) war ein deutscher Kunsthistoriker, Maler und Grafiker.

## Werdegang
Von 1951 bis 1954 absolvierte Hertzsch ein Kunsthochschulstudium in Ost- und West-Berlin, dem er von 1957 bis 1961 ein Kunstgeschichtsstudium in Rostock und Leipzig folgen ließ. Den Studien folgte seine Tätigkeit 1961 bis 1992 als Lektor für Malerei im Verlag Seemann in Leipzig. 1977 promovierte Hertzsch mit einer Arbeit über den Maler des Ehrenfriedersdorfer Altars in Leipzig. Als Lektor des Kunstverlags Seemann setzte sich Hertzsch für bildende Künstler ein, die ihm als ausübendem Künstler wichtig waren. So machte er in der DDR den Bologneser Maler, Zeichner und Grafiker Giorgio Morandi bekannt. Die Stillleben und Landschaften Morandis waren für Hertzsch Inbegriff einer Bildentstehung durch visuelle Wahrnehmung des unmittelbaren Lebensumfeldes in seinen durch Licht und Rekomposition bewirkten Veränderungen und bestätigten ihm die Möglichkeit einer modernen Kunst dieser Art im 20. Jahrhundert. Zahlreiche Arbeiten Hertzschs zeigen Fenster, Türen, Türschwellen, Durchblicke, Treppenabsätze, Wandstücken und Möbel in und vor seiner Leipziger Wohnung in ihren täglichen Verwandlungen durch natürliches Licht sowie Leipziger Stadtlandschaften. Wegen seiner Aktivitäten als Kunsthistoriker und Verlagslektor wurde Hertzsch lange Zeit weniger als Künstler wahrgenommen. Erste öffentliche Ankäufe tätigte Claus Baumann für die Kunstsammlung der Sparkasse Leipzig. Seit 2013 sind vier Gemälde Hertzschs im Besitz der Galerie Neue Meister der Staatlichen Kunstsammlungen Dresden.

## Publikationen
- Die Gemälde des Ehrenfriedersdorfer Altars und Hans von Cöln. Dissertation, Leipzig 1977.
- Giorgio Morandi (= Seemann Kunstmappe). E. A. Seemann Verlag, Leipzig 1979
- Emanuel de Witte. Verlag der Kunst, Dresden 1980.
- Alexander Olbricht. Vierundzwanzig Zweige. Der Erste Schnee. Zwei Folgen farbiger Zeichnungen. Insel-Verlag Leipzig, 1987, ISBN 3-7351-0020-1.
- Alexander Olbricht. Zeichnungen. 24 farbige Abbildungen (= Insel-Bücherei Nr. 1085). Insel-Verlag Leipzig, 1989.